# Kornelijus Platelis
Kornelijus Platelis (* 22. Januar 1951 in Šiauliai, Litauische SSR) ist ein litauischer Dichter und Politiker, Bildungsminister und stellvertretender Bürgermeister von Druskininkai.

## Leben
Er absolvierte das Diplomstudium am Vilniaus inžinerinis statybos institutas und arbeitete danach in  Druskininkai.
Von 1991 bis 1993 war er Vizeminister für Kultur und Bildung. Danach war er stellvertretender Bürgermeister von Druskininkai.
Von 1998 bis 2000 war er Bildungs- und Wissenschaftsminister.

## Preise
- 2011: Preis des Litauischen Schriftstellerverbands